# Zarinoff Lebeouf
Pierre Lafleur (13 de febrero de 1939) es un exluchador profesional canadiense-francés, más conocido por sus apariciones en la World Wide Wrestling Federation bajo el nombre artístico Yukon Pierre, donde fue la mitad de The Yukon Lumberjacks.

## En lucha
- Movimientos finales
  - Cobra clutch[1]

- Mánagers
  - Lou Albano[2]

## Campeonatos y logros
- World Wrestling Association

- WWA World Tag Team Championship (3 veces) - con Jacques Goulet

- World Wide Wrestling Federation

- WWWF Tag Team Championship (1 vez) - con Yukon Eric